# Karl Ragnar Gierow
Karl Ragnar Knut Gierow (2 avril 1904-30 octobre 1982) est un metteur en scène, auteur et traducteur suédois.

## Biographie
Gierow est né et grandit à Helsingborg. Il s'inscrit à l'Université de Lund en 1922 et obtient une licence en 1934.
Gierow est employé aux éditions Norstedts de 1930 à 1937, puis est employé littéraire à Sveriges Radio en 1937 à 1946. Il est le chef de la section littéraire de Svenska Dagbladet en 1946–51. Entre 1951 et 1963, Gierow est directeur général du Théâtre dramatique royal. Pendant cette période, de nombreuses nouvelles pièces européennes (et controversées) y sont  jouées, notamment des pièces de Bertolt Brecht, Jean-Paul Sartre et Eugene O'Neill.
Gierow écrit également de la poésie, des paroles de chansons populaires, des pièces de théâtre, des essais et des scénarios. Il reçoit plusieurs prix pour ses écrits, dont le prix Bellman en 1977.
Il est membre de l'Académie suédoise à partir de 1961 et son secrétaire permanent de 1964 à 1977. Il est membre du Comité Nobel de l'Académie suédoise en 1963-1982 et son président 1970-1980. Sa femme Karin décède en 1971.